# 骨宗事件
骨宗事件，又作水沙連事件或水沙連之亂。雍正年間，漢人大量前往台灣拓墾，邵族水沙連諸社因生活空間遭擠壓，遂以水社頭目骨宗和其子拔思弄、水萬為首，對於平地漢人進行一系列出草獵首等行動。出山殺人活動始於雍正三年（1725年）農曆3月起，迄於翌年11月，死亡人數為62人、耕牛140頭、焚燒房屋近百間。清廷在雍正四年（1726年）在12月4日發起水沙連之役，12月16日擒拿肇事首領骨宗，將涉案人員押解下山，水沙連諸社同意歸順清廷，事件由是落幕。

## 背景
邵族水沙連諸社分布於今南投縣日月潭一帶，原本歸順接受清廷統治；康熙60年（1721年）三月，朱一貴事件爆發，水沙連諸社趁亂殺通事、自此拒不納餉。:31
同一時期，亦參與朱一貴事件的潮籍領袖杜君英、杜會三父子率軍往諸羅縣以北地區逃竄，清軍追緝多時，才於該年九月落網。:567-572朱一貴事平之後，清廷鑒於諸羅縣幅員過廣，不易管理，便於雍正元年（1723年）於虎尾溪以北、大甲溪以南設置「彰化縣」，縣城設於半線庄（今彰化市）:85，並將原在諸羅縣（今嘉義市）之北路協鎮移駐到彰化縣，便於北控淡水、南馭諸羅，大群漢人隨之徙來，由是迫近中部山區原住民的生活圈:216:26。
雍正二年（1724年），因平叛來台的福建水師提督藍廷珍在舊張鎮庄處設立藍張興庄（約今臺中盆地南緣），報墾立戶陞科，申辦墾照「藍張興」，引渡漳州移民偷渡來台開墾農田、闢建水圳，拓墾地區迫近水沙連總隘口（今南投縣名間鄉）附近區域，造成水沙連地區各社原住民的傳統領域與生活空間受到壓迫:26。
雍正三年（1725年）起，清廷在臺灣設立戰船建造廠，故於臺灣內山處廣設「軍工寮」（或作「軍功寮」）以便伐木，中部地區匠寮多設於今彰化、南投及臺中交界的丘陵地區，隨著匠寮朝內山區域推進，漢人亦競相往山區墾殖，益加侵擾水沙連諸社原住民生活環境。:97
此外，彰化縣首任知縣談經正於雍正二年（1724年）上任，翌年八月因「打廉庄案」革職，到繼任知縣張縞於雍正四年（1726年）上任期間，彰化縣事務由諸羅縣知縣孫魯代為署理，而諸羅縣治遠在今嘉義，並無法有效第一時間處置或通報骨宗出草狀況，又為一事件拖延之導因。

## 出草
雍正三年（1725年）農曆八月至雍正四年（1726年）十二月間，水沙連地區各社原住民以水社頭目骨宗為首，對清政府叛亂並拒絕納餉，向西擴張出草領域，於今臺中南屯、彰化社頭、雲林斗六一帶獵首，使生活在平地的漢人遭受極大衝擊。
| 時間                | 農曆日期 | 奏章地點                  | 現今位址     | 奏章事件內容:86-88                                                     | 備註（相關社群）                     |
| ------------------- | -------- | ------------------------- | ------------ | ---------------------------------------------------------------------- | ------------------------------------ |
| 康熙58年 （1719年） | 9月      | 諸羅縣張鎮庄 （前藍張興） | 舊臺中市     | 佃民被拍瀑拉族殺死九人                                                 | 拍瀑拉社群（與骨宗事件無直接關聯）   |
| 雍正三年 （1725年） | 8月4日   | 彰化縣界外                | 南投縣境內   | 打廉民李諒被割去頭顱                                                   | 水沙連社群（原彰化知縣談經正被革職） |
| 雍正三年 （1725年） | 8月17日  | 彰化縣藍張興              | 舊臺中市     | 佃丁林愷等八人被莊放火殺死                                             |                                      |
| 雍正三年 （1725年） | 10月9日  | 彰化縣東勢                | 臺中市東勢區 | 李化二人赴東勢伐木途中被鏢死割去頭顱                                   | 水裡社、猫螺社、岸里社               |
| 雍正三年 （1725年） | 10月16日 | 彰化縣南勢（藍張興）      | 舊臺中市     | 生番到莊鏢死走更民林逸、朱宣二人                                       |                                      |
| 雍正四年 （1726年） | 2月18日  | 彰化縣大武郡新            | 彰化縣社頭鄉 | 練總李雙、佃丁葉陳等11人被殺，焚屋39間、耕牛焚死18隻                   | 水沙連社群                           |
| 雍正四年 （1726年） | 3月7日   | 彰化縣                    |              | 船匠魯謙被殺                                                           |                                      |
| 雍正四年 （1726年） | 3月20日  | 彰化縣大里善庄            | 臺中市大里區 | 庄民周賢亮、黃賢勳等11人被殺，另有二傷、三失蹤庄屋燒燬8間、耕牛焚斃97隻  | 水沙連社群                           |
| 雍正四年 （1726年） | 4月4日   | 彰化縣鎮平                | 彰化縣福興鄉 | 鎮平庄佃民江長久、江永山被殺                                             | 水沙連社群                           |
| 雍正四年 （1726年） | 6月16日  | 彰化縣柴頭井庄            | 彰化縣員林市 | 柴頭井庄民賴阿秀被殺，燒房32間、焚死水牛18隻                             | 水沙連社群                           |
| 雍正四年 （1726年） | 6月16日  | 彰化縣石榴班庄            | 雲林縣斗六市 | 石榴班陳登舉等五人被殺                                                 | 柴里社、水沙連社群                   |
| 雍正四年 （1726年） | 10月2日  | 彰化縣東勢                | 臺中市東勢區 | 南日社四名熟番赴東勢伐木被殺                                           | 崩山社、南日社                       |
| 雍正四年 （1726年） | 10月8日  | 彰化縣阿密里              | 臺中市烏日區 | 阿密里庄佃人邱末被殺，頭顱及左手腕被割去，所執72號鳥鎗一枝亦被奪         | 猫螺社                               |
| 雍正四年 （1726年） | 10月15日 | 彰化縣竹腳寮              | 南投縣竹山鎮 | 南北投鎮番寨守禦竹腳寮民壯朱八被殺                                     | 水沙連社群                           |
| 雍正四年 （1726年） | 11月10日 | 彰化縣快官庄              | 彰化縣彰化市 | 生番到莊燒茅屋九間，陳平、其妻吳氏及幼女賞娘，族弟陳夏四人悉被割去頭顱 | 水沙連社群                           |
| 雍正四年 （1726年） | 11月12日 | 彰化縣藍張興              | 舊臺中市     | 管事許元秦、甲頭余廷顯與佃民盧友臣等十人被割去頭顱                     | 水沙連社群                           |
| 雍正四年 （1726年） | 11月13日 | 彰化縣半線庄              | 彰化縣彰化市 | 生番到莊燒屋四間、割去民人林喜頭顱                                     | 水沙連社群                           |

## 鎮壓

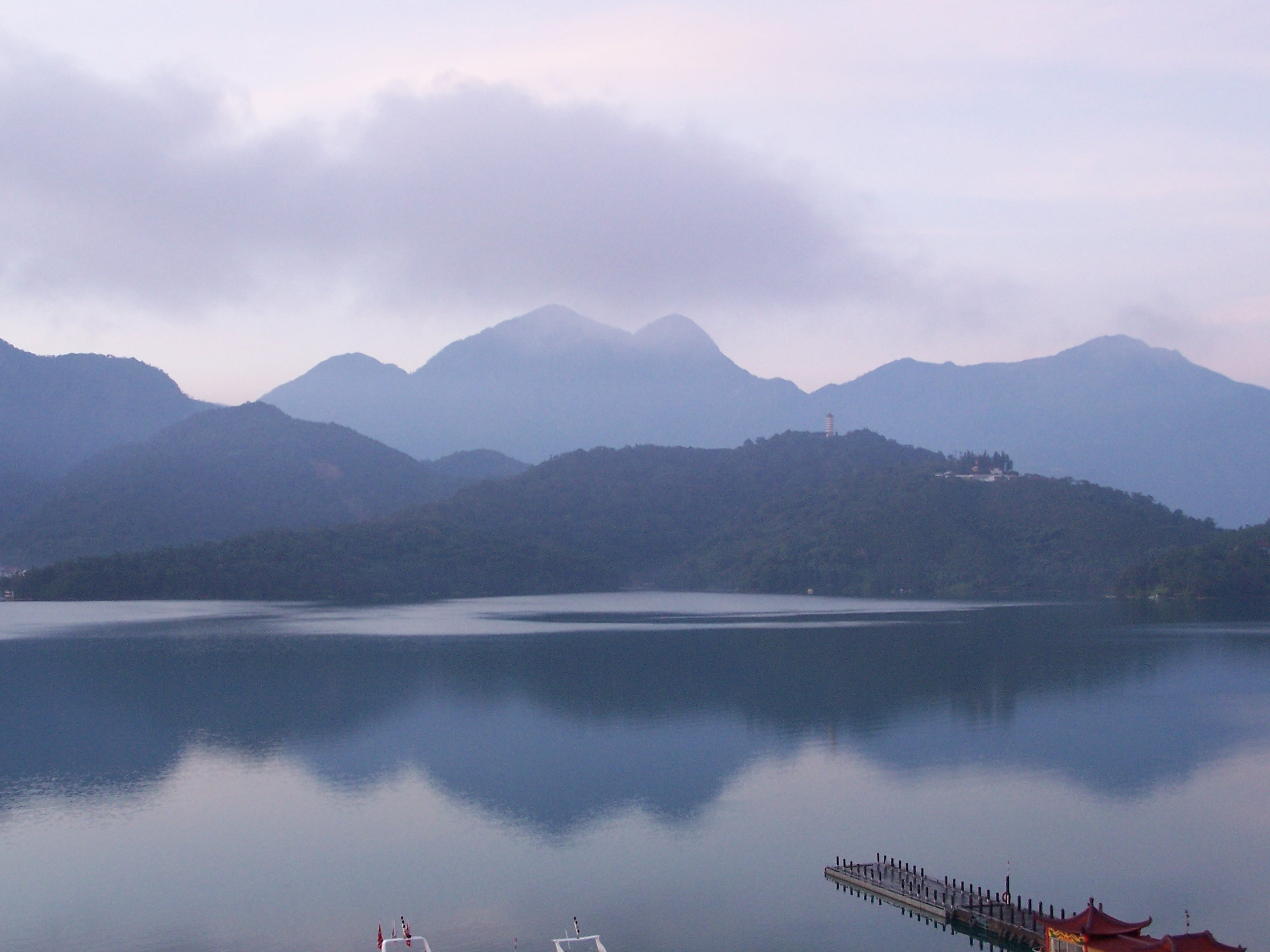
水社大本營即日月潭一帶（《彰化縣志》記作「珠潭」）

雍正四年（1726年），內山原住民出草不斷，清廷決意興兵鎮壓，年中開始徵召軍隊及壯丁，並結合平埔族人組成數千人的討伐軍隊，採南北夾擊為討伐策略，史稱「水沙連之役」。:89-92
12月3日兩路軍同時出發。巡台御史索琳、臺廈道吳昌祚率領由南港竹腳寮（今社寮）進攻水社，北港由淡水同知王汧、參將何勉從南投社出發進攻哈裏難社。12月11日，南路軍守備鍾日昇、千總蔡彬在骨宗一社內（即水社）找到首級八十五顆。12月13日，以何勉為首的北路軍順利擒獲水社首領骨宗、麻思弄。嗣後，清軍持續對出草涉事者展開清查逮捕，包括骨宗父子在內，貓里眉社（泰雅族）亦有人犯參與其中。12月16日清軍順利逮捕二十餘名涉案生番，12月17日監軍索琳先行率役下山，總統吳昌祚逮捕殘兵，12月27日才率同何勉、王汧循埔里下山，並在半線社與索琳會合。:89-92
雍正五年（1727年）正月9日，吳昌祚率軍押解涉案人員前往臺灣府城發禁，喧騰中台灣一時的「骨宗事件」至此落幕。:89-92

## 後續
水沙連之役一平，水沙連周遭諸社（含邵族、布農、泰雅、賽德克族）沿路被招撫，表達願意納番餉者各社人口共4,445名。:104首犯骨宗與貓著被判「斬立決」，二犯被押解至北路番子山口，梟首示眾。拔思弄等十三人則判「斬監候」，又水里萬等五人照為從例枷責，發落於省城之中永久監禁。:104民風原本強悍的邵族，獵首習俗乃絕，邵族也因為勢力大幅衰退，無力抵禦漢人拓墾腳步，從此清政府勢力滲透內山區域，間接導致嘉慶年間的郭百年事件。

## 註解
1. ↑  詳見「事件」列表
2. ↑  哈裏難社又稱蛤美蘭社，皆指埔里社[1][14]。
3. ↑  《埔里開發簡史》記載為八十五顆[2]。